# Золотая медаль имени Л. С. Берга
Золотая медаль имени Л. С. Берга — медаль, присуждаемая с 1992 года Российской академией наук. Присуждается Отделением океанологии, физики атмосферы и географии (совместно с Отделением общей биологии) за выдающиеся работы в области географии, биогеографии и ихтиологии.

Медаль названа в честь русского и советского зоолога и географа Л. С. Берга.
- Внешний вид медали
- Обратная сторона медали

## Список награждённых
- 1992 — член-корреспондент РАН А. П. Андрияшев — за цикл работ «Ихтиофауны Арктики и Антарктики (таксономия, биогеография, происхождение)»
- 2000— член-корреспондент РАН Н. В. Парин — за цикл работ «Основы систематики и биогеография океанических рыб»
- 2005 — академик В. М. Котляков — за серию работ по гляциологии
- 2010 — академик Д. С. Павлов — за цикл работ «Экологические закономерности и поведенческие механизмы миграций рыб»
- 2015 — академик А. А. Чибилёв — за цикл монографических работ по комплексному физико-географическому исследованию Урала
- 2020 — доктор биологических наук А. В. Балушкин — за цикл работ по морфологии, систематике и исторической биогеографии антарктических рыб